# Église Saint-Justin de Levallois-Perret
L’église Saint-Justin de Levallois-Perret est une église paroissiale catholique située rue Rivay à Levallois-Perret dans les Hauts-de-Seine, en France.

## Description
C'est un bâtiment massif aux corniches néo-médiévales. Le clocher est décentré à l'arrière de l'édifice à l'angle gauche.

## Historique
L'édifice actuel est le fruit d'agrandissements successifs d'une première église inaugurée en 1855.
En 1847, Nicolas Levallois ouvre auprès de la population une souscription afin de financer l’édification d’une église, sur une parcelle de plus de quatre mille mètres carrés au lieu-dit La vigne aux prêtres. Nicolas Levallois en pose la première pierre le 9 août 1852.
Un décret de 1857 érige l'église de Levallois en succursale de la paroisse de Clichy. Les limites de cette succursale ne correspondent pas aux limites communales actuelles de Levallois-Perret car la partie de l'actuelle commune située alors à Neuilly n'est pas comprise dans ce périmètre.
Un concours est lancé en 1869 pour élever un nouvel édifice, remporté par Anatole de Baudot. Le projet est ajourné par la guerre de 1870, et on se contente d'agrandir l'église qui subit encore plusieurs travaux jusqu'en 1912.[réf. nécessaire] Les vitraux, représentant notamment sainte Odile et sainte Thérèse de l'Enfant Jésus, sont de l'atelier des frères Mauméjean. D'autres comme 8 verrières historiées ou à personnages représentant saints et saintes des baies 9 à 15, 17 sont des mains de J. Blain, Eugène Brière (13-15-17) et Louis Trézel.

## Paroisse
Avec les églises Sainte-Bernadette et Sainte-Reine, elle appartient à la paroisse Saint-Justin du diocèse de Nanterre, érigée en 1857.
Cette paroisse a été confiée à la Communauté du Chemin Neuf en septembre 1998 à la demande de l'évêque du diocèse de Nanterre.

## Intérieur

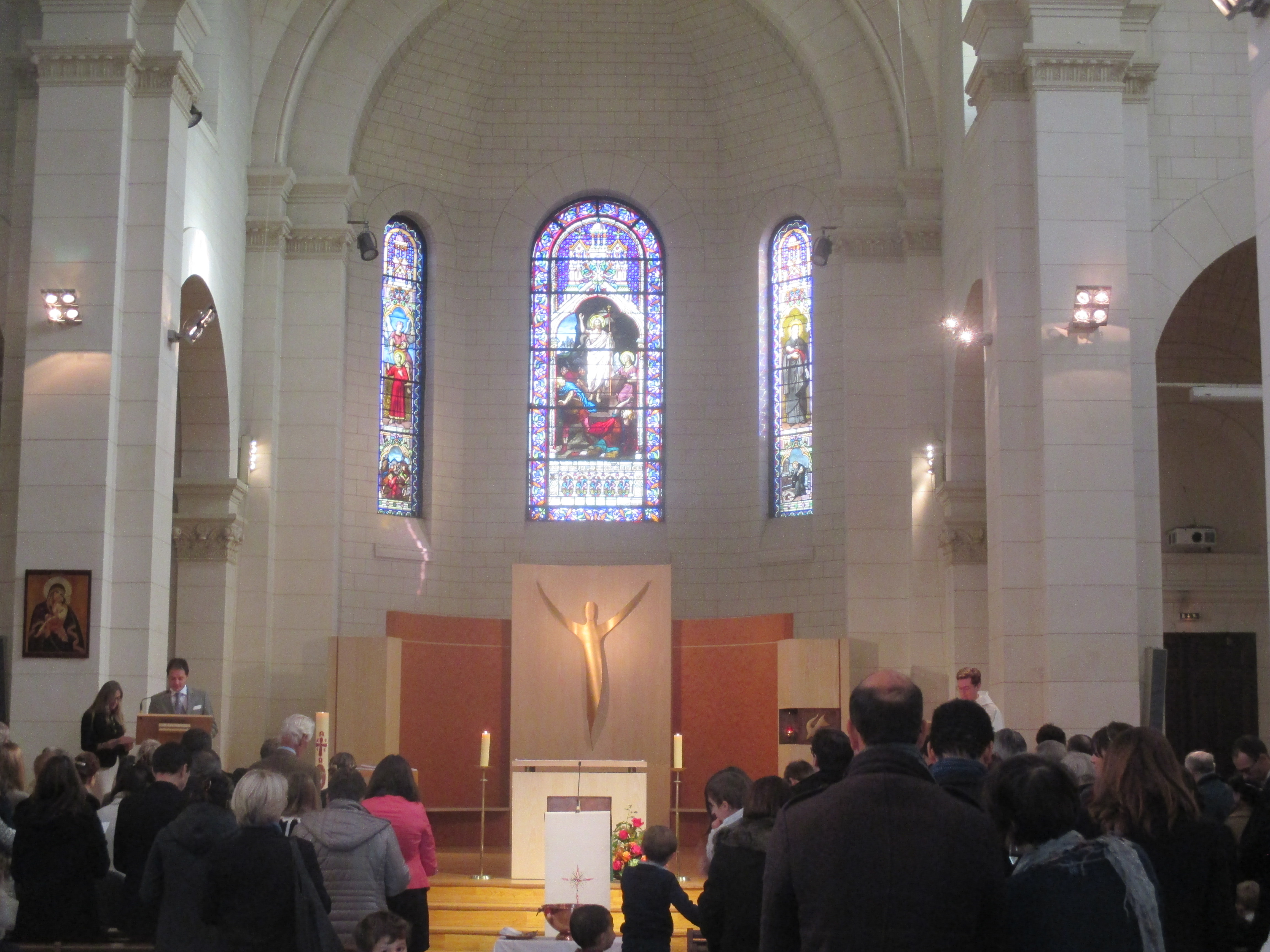
Intérieur
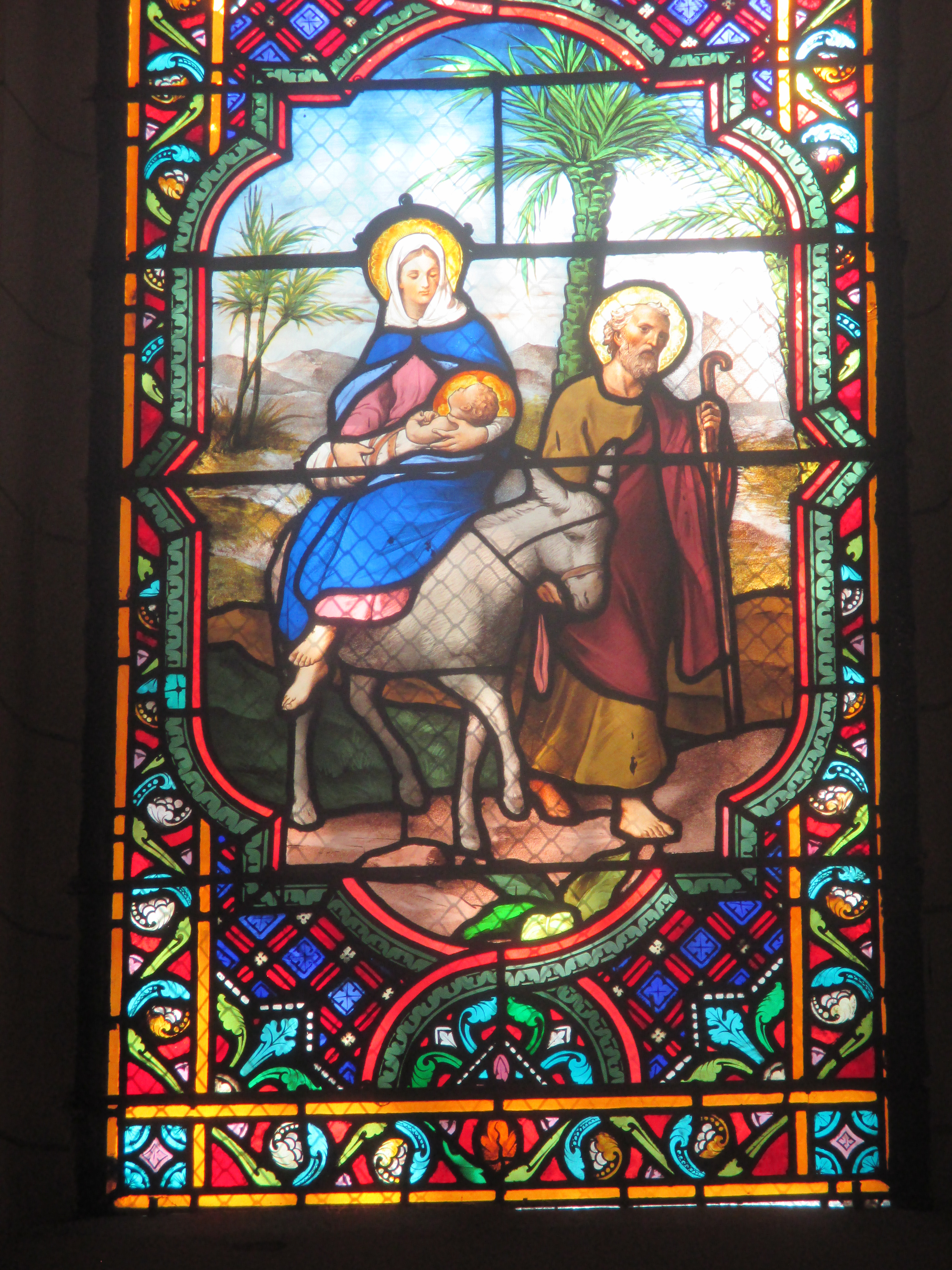
La Fuite en Égypte
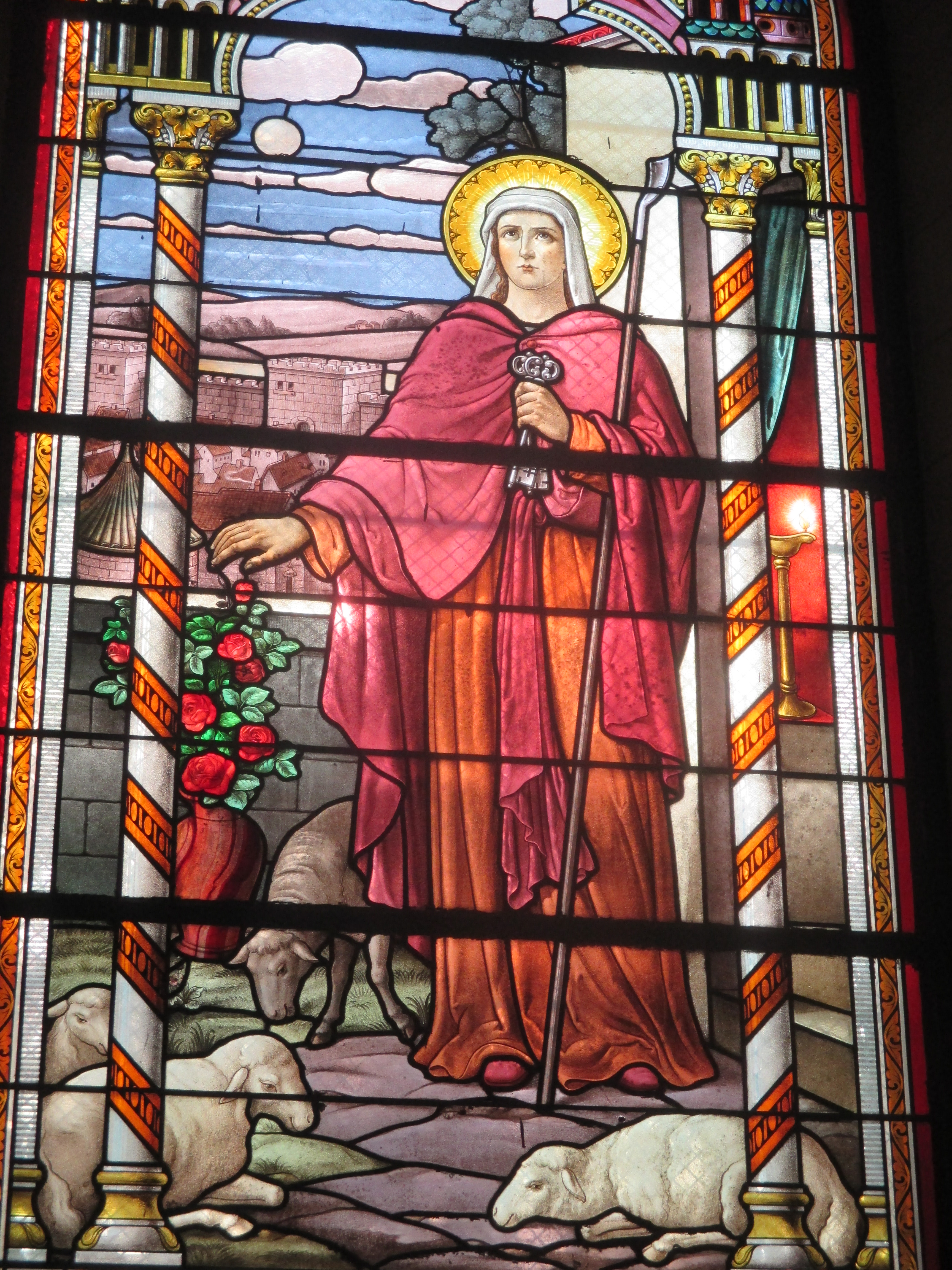
Sainte Geneviève
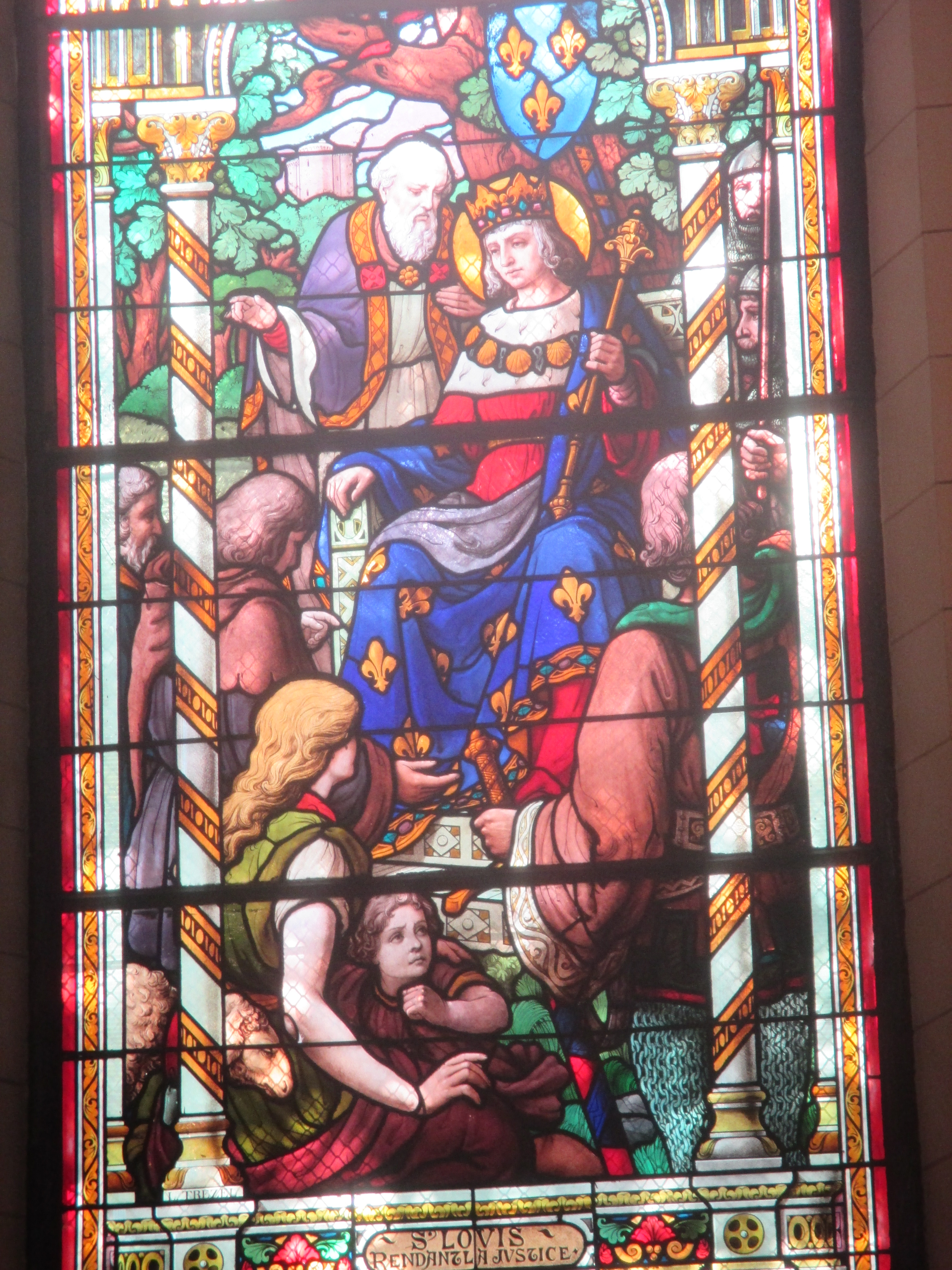
Saint Louis rendant la justice
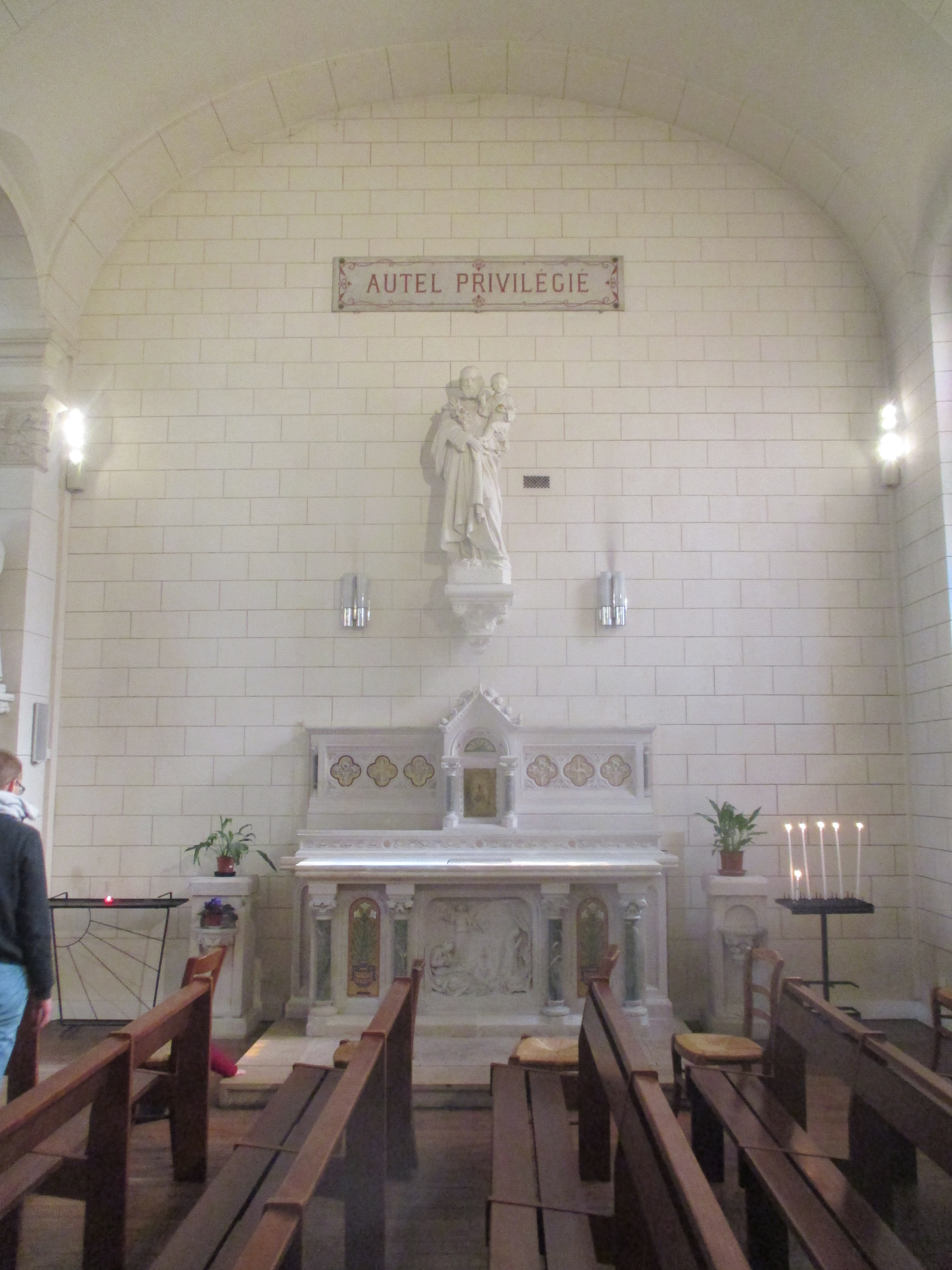
Vue de la chapelle Saint-Joseph